# Der Roland von Berlin
Versions successives
- Version germanophone de Georg Dröscher

Représentations notables
- 13 janvier 1905 : 1re représentation en langue originale au Teatro San Carlo de Naples.

Personnages
- Prince Friedrich, margrave de Brandebourg (basse)
- Konrad von Knipprode, un chevalier en sa compagnie (basse)
- Johannes Rathenow, bourgmestre de Berlin (baryton)
- Elsbeth, sa fille (soprano)
- Gertrud, la sœur de Rathenow (contralto)
- Thomas Wintz, un conseiller de Berlin (Bariton)
- Blankenfelde, bourgmestre de Cologne (Tenor)
- Bergholz, un conseiller de Cologne (Baryton)
- Bartholomäus Schumm, un conseiller de Cologne (Bass)
- Melchior et Eva, ses enfants (soprano, baryton)
- Henning Moller, fils d'un drapier de Berlin (ténor)
- Hans Ferbit, un barbier (basse)
- Civile Baruch, un juif (ténor)
- Makensprung, un vieux revendeur (basse)
- Mathäus, le majordome du bourgmestre Rathenow (baryton)

Der Roland von Berlin est un opéra de Ruggero Leoncavallo basé sur un livret dont il est l'auteur.

## Argument
Le tisserand Mollner aime la fille du maire, mais l’appartenance à différentes classes sociales entrave la relation. Le jeune homme est choisi comme chef de la révolte de l'artillerie contre les nobles et s'appelle Roland, à l'instar du Paladin, représenté par une statue sur une place de Berlin. Le prince-électeur Friedrich von Hohenzollern, venu incognito dans la ville, comprend la motivation et l'exigence de justice sociale des rebelles, puis intervient auprès de l'armée pour réprimer la rébellion et rétablir la justice. Pendant le siège, Mollner se comporte de manière héroïque, mais est tué par accident.

## Histoire
Ruggero Leoncavallo écrit lui-même le livret de l'opéra en italien. Il s'inspire du roman historique de Willibald Alexis publié en 1840.
Lors de la création le 13 décembre 1904 au Berliner Staatsoper, l'opéra est interprété dans une traduction allemande de Georg Dröscher. Les rôles principaux sont incarnés par Emmy Destinn (Elsbeth), Geraldine Farrar (Eva), Wilhelm Grüning (Henning), Baptist Hoffmann (Rathenow) et Paul Knüpfer (Frederick). Karl Muck est le chef d'orchestre.
La première en italien dans la langue originale a lieu le mois suivant sous le titre Rolando au Teatro San Carlo de Naples.

## Source de la traduction
- (de) Cet article est partiellement ou en totalité issu de l’article de Wikipédia en allemand intitulé « Der Roland von Berlin (Oper) » (voir la liste des auteurs).